# ブバスティス

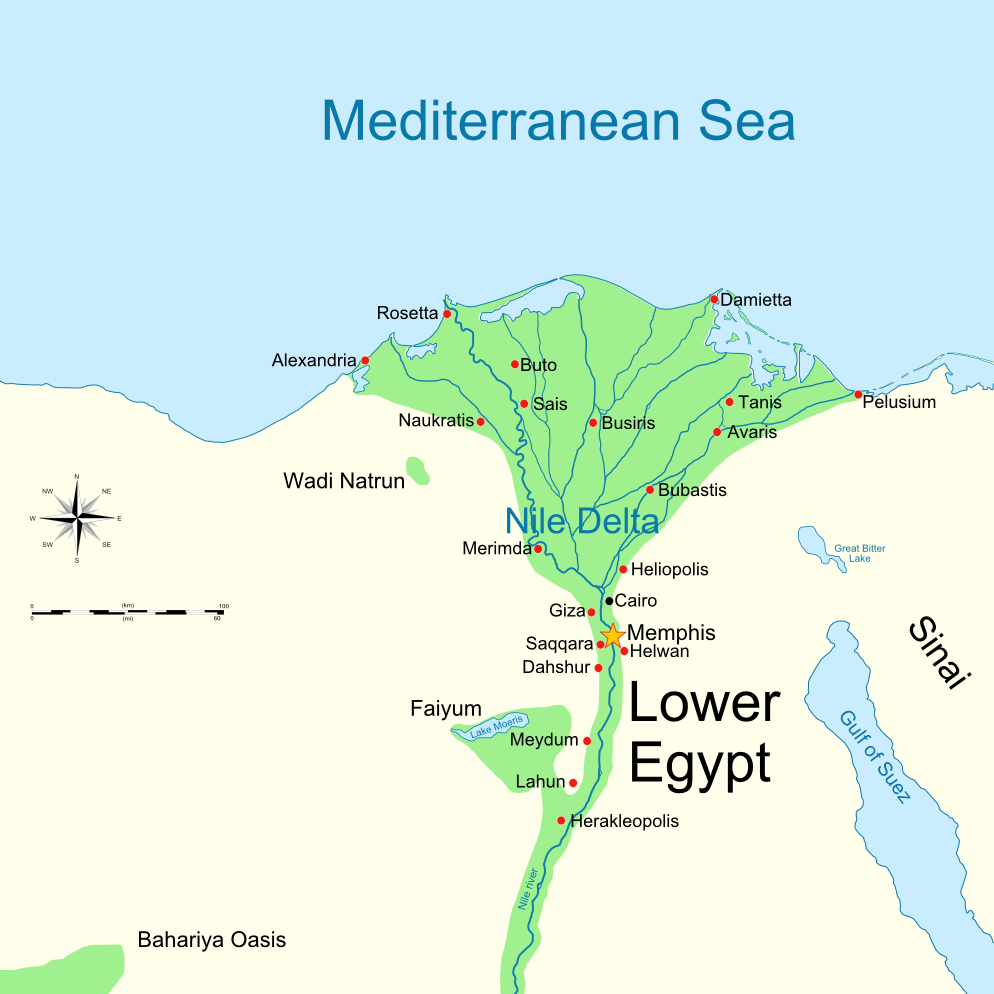
アヴァリスを示す古代下エジプトの地図（ブバスティスなどの主要都市の位置も示してある）。

ブバスティス（ギリシア語: Βούβαστις Boubastis または、Βούβαστος Boubastos; コプト語ボハイラ方言: Ⲡⲟⲩⲃⲁⲥϯ Poubasti）は、アラビア語でテル＝バスタ、またはエジプト語でペル＝バストとしても知られ、古代エジプトの都市の一つである。ブバスティスはしばしば聖書のピ・ベセト（ヘブライ語 פי־בסת PY-BST、エゼキエル書30章17節）に同定される。その属するノモスの首都であり、下エジプトのデルタ地域のナイル川沿いに位置し、ネコ型の女神バステト崇拝の中心地で、それ故に、ネコのミイラのエジプトにおける主要な保管所であった。
その廃墟は、現代の都市ザガジグの郊外に位置している。

## 語源
エジプト語におけるブバスティスの名は“Pr-Bȝśt.t”で、通常は“Per-Bast”（ペル＝バスト）と転写される。“PR”は「家」を意味し、2番目の語“Bȝśt.t”は女神バストすなわちバステトの名である。一句で「バステトの家」を意味し、すなわち「バステトの神殿」という意味である。コプト語ボハイラ方言では、Ⲡⲟⲩⲃⲁⲥϯ（プバスティ）、またはⲠⲟⲩⲁⲥϯ（プアスティ）、Ⲃⲟⲩⲁⲥϯ（ブアスティ）となっている。

## 歴史

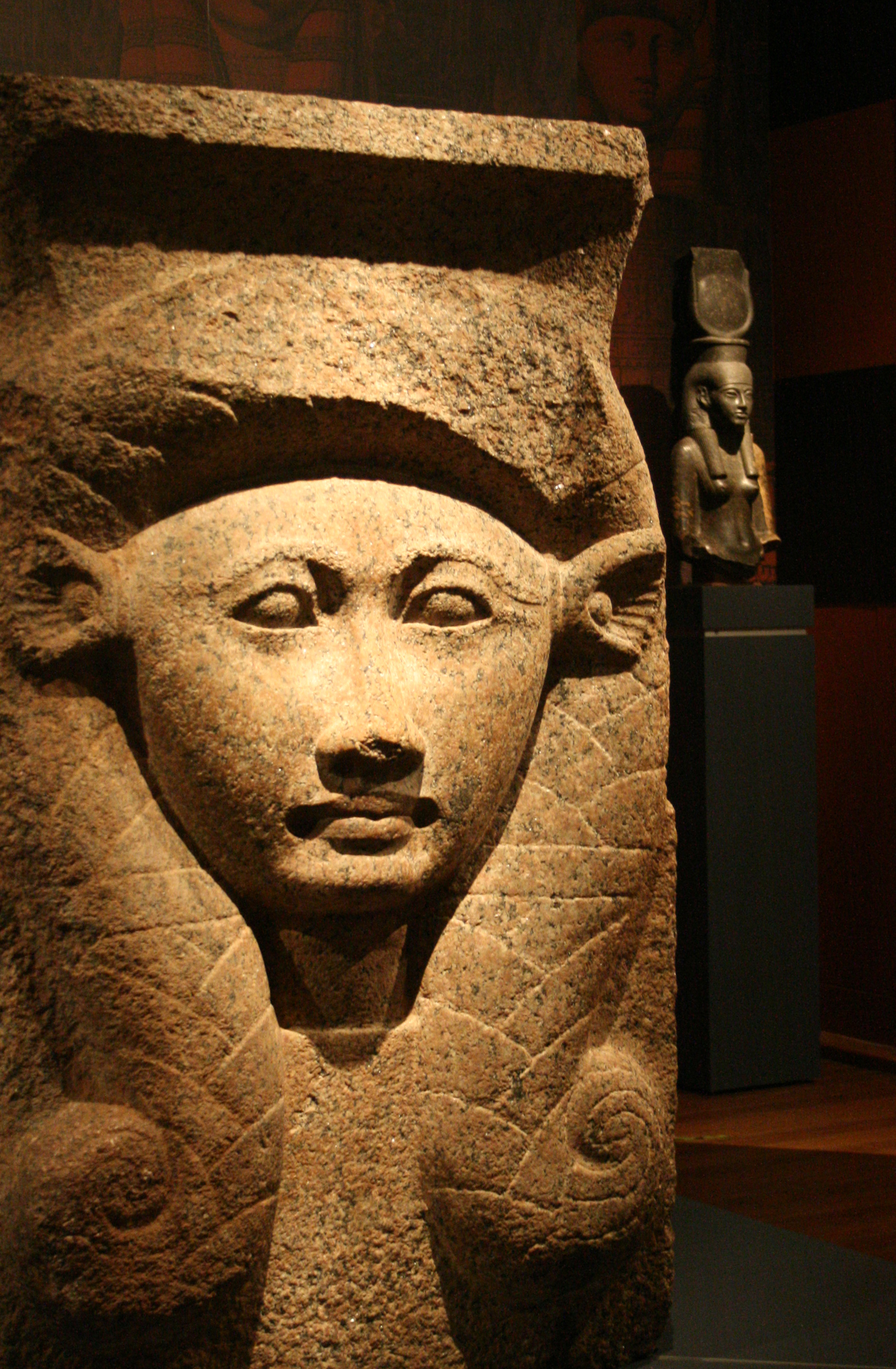
ニコルソン博物館展示のブバスティスの神殿のハトホルの柱頭

ブバスティスは、下エジプト第18ノモスブバスティス・ノモス、すなわちアム＝ケント（Am-Khent）・ノモスの首都として機能した。タニスの南西、ナイルのペルシオン支流（Pelusiac branch）の東岸に立地していた。このノモスと都市ブバスティスはエジプトの軍人カーストのうちカラシリエスの地区に割り当てられていた。
第22王朝最初の支配者で創設者であり、紀元前943年にファラオとなったシェションク1世以後、王室在所となった。ブバスティスはこの王朝と第23王朝の間、最盛期であった。それはカンビュセス2世による紀元前525年のペルシアの征服以後、下り坂となり、サイスの第26王朝の終わりとアケメネス朝の始まりの先触れをなした。
エジプト第22王朝の君主は9人、または、エウセビオスによれば、3人のブバスティスの王で構成されており、彼らの治世中には、この都市はデルタで最も顕著な場所だった。ブバスティスの南にはすぐに、プサメティコスがイオニアとカリアの傭兵の奉仕に褒賞とした土地が割り当てられており、都市の北側にはファラオネコ2世が始めた（が、決して成し遂げなかった）ナイルと紅海の間を通す運河が始まっている 。ブバスティスがペルシアによって奪われた後、その市壁は取り壊された。この時代より、第2アウグスタムニカ属州の主教座毎の教会編年誌に現われるものの、次第に下り坂となった。ハドリアヌス時代のブバスティス製の硬貨が存在している。
以下はヘロドトスがブバスティスに割いた記述で、紀元前525年のペルシアの侵入後間もなくのことのようで、ハミルトンは、廃墟の見取り図がこの歴史家の目の当たりに目撃した正確さを顕著に保証している、と述べている。
ブバスティスのものよりも宏壮で贅を尽くした神殿はあるが、これほど見る目に快いものは一つとしてない。その様式は以下の通りである。その入り口を除いては、水に囲まれており、2本の運河が川から枝分かれしてきて、神殿への入り口まで走っており、どちらの運河も互いに入り交じることはないのだが、一方はその片側を走り、もう一方もそのようになっている。それぞれの運河は100フィートの幅があり、その土手は樹々に覆われて走っている。プロピュライアは高さが60フィートあり、素晴らしく見事な出来映えの彫刻で（おそらく陰刻の浮彫）9フィートの高さにわたって飾り立てられている。この神殿は市の中央にあるので、周囲を巡りながら、どの側からでも眺められる。このことは、神殿自体は動かされたことがないが、その元の場所にそのままである一方で、市がかさ上げされてきたことによる。神殿のすぐ周囲には、彫刻で飾り立てられた壁が巡らされている。その囲いの内側には、（バストの）彫像のある壮大な建物の回りに植えられた相当背の高い樹々の木立がある。その神殿の形は、一辺がそれぞれ長さ1スタディオンの方形である。入り口に接して、3スタディオンの長さにわたって公衆市場を貫いて東方へと導く石で築かれた道がある。この道はおよそ400フィートの広さがあり、並外れて背の高い樹々が配されている。それはヘルメスの神殿へと導いている。

## 宗教

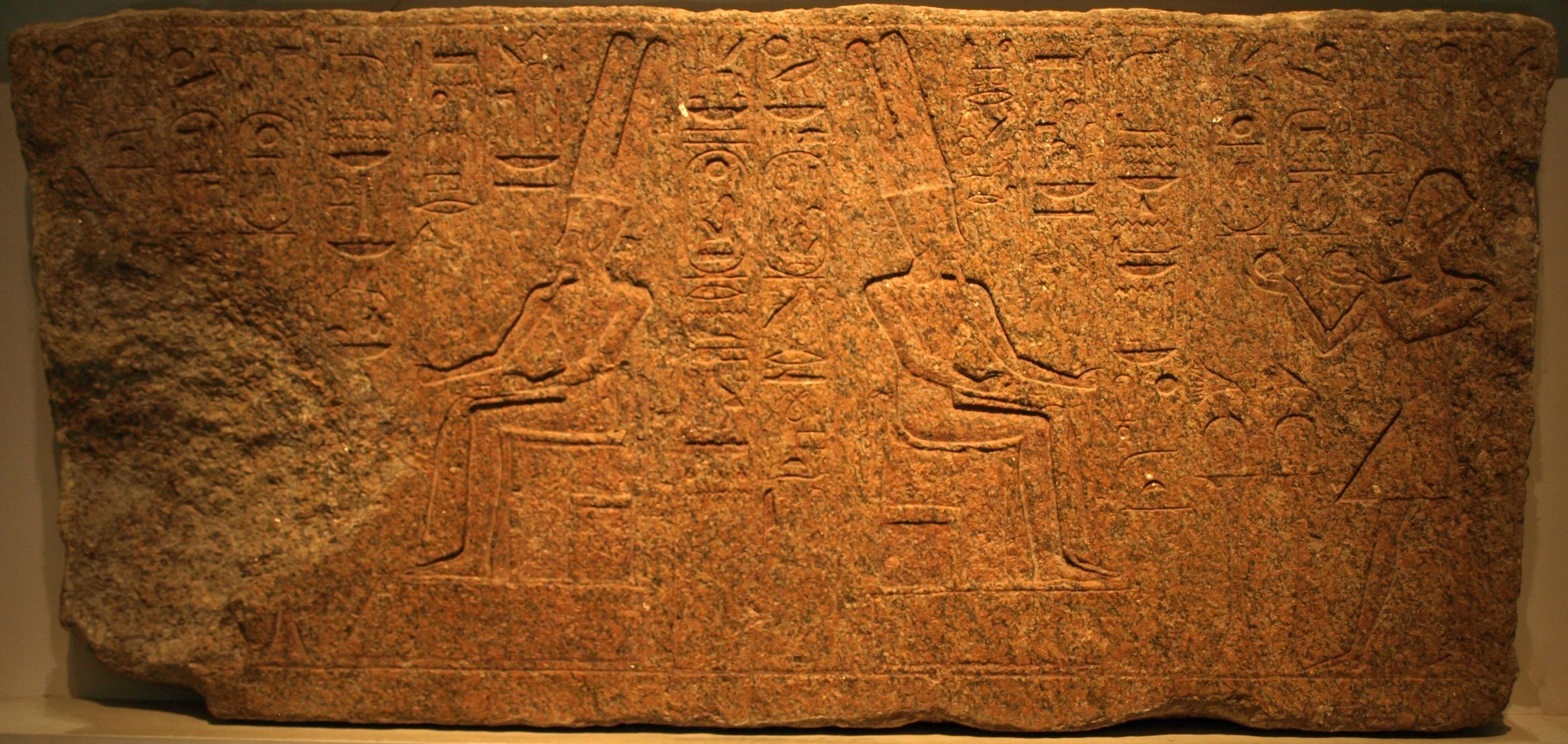
ファラオアメノピス2世のレリーフ、赤花崗岩製。アメン神を崇めるファラオを描写したもの。第18王朝、およそ紀元前1430年頃から。セトス1世（およそ紀元前1290年頃）による追加の碑銘付き。元ブバスティスより、大英博物館所蔵。

ブバスティスはネコ科の女神バスト崇拝の拠点であり、古代ギリシア人はそれをアルテミスに比定した。ネコは神聖にしてバステト特有の動物で、ネコまたは雌ライオンの頭部で表現され、記念碑の碑銘において、しばしば神柱プタハに付き従っている。従って、ブバスティスにおける墳墓は、ネコのミイラのエジプトにおける主要な保管所であった。
ブバスティスの町とノモスのその最も顕著な特徴は、バストの神託とその女神の壮麗な神殿、彼女に敬意を表する例年の行進であった。神託は、ギリシア人定住者のデルタへの流入の後、バストのアルテミスとの比定が、現地のエジプト人も外国人もその殿堂に引き付けたため、人気を増し重きを加えた。
ブバスティスの祭は、ヘロドトスによって描写されている通り、全てのエジプトの歳時記の中で最も楽しげで豪華なものだった。
男女でいっぱいになり、ナイルに浮かべられてのんびりと下る全ての種類の艀や川舟。男たちはロートスの笛を吹き続けた。女たちはシンバルやタンバリン。そしてこのように、音楽に合わせて手拍子や踊り、その他の楽しげな身振りや、楽器を持たなかったりしたものはいなかった。彼らは河の上にいる間そのようにしたが、その土手にある町に差し掛かると艀は早められ、巡礼者たちは下船し、女たちは歌い、はしゃぎながらその町の女たちを冷やかし、服を頭の上にまでまくり上げる。彼らはブバスティスに着くと、驚くべきほど物々しい祝宴を開く。その年の残りの全ての期間におけるよりも多くの葡萄酒がこの日々に飲まれるのである。この祭の流儀はこのようなものなのである。そして、バストの饗宴を同時に祝するための巡礼者たちは、知られているだけでも70万の多数に上るのだと言われている。

## キリスト教区
現存の文献が、4世紀と5世紀のブバスティスの3人のキリスト教司教の名を述べている。
- ハルポクラテス、リコポリスのメレティウスによって叙任され、325年にリストに載った司教
- ヘルモン、聖アタナシウスの同時代人、362年頃。
- ユリアヌス、449年のエフェソスの強盗会議にて。

## 発掘物
後期新王国の宰相イウティの墳墓が、エジプト考古学者シャフィク・ファリドによってブバスティスの「貴人の墓地」で1964年12月に発見された。

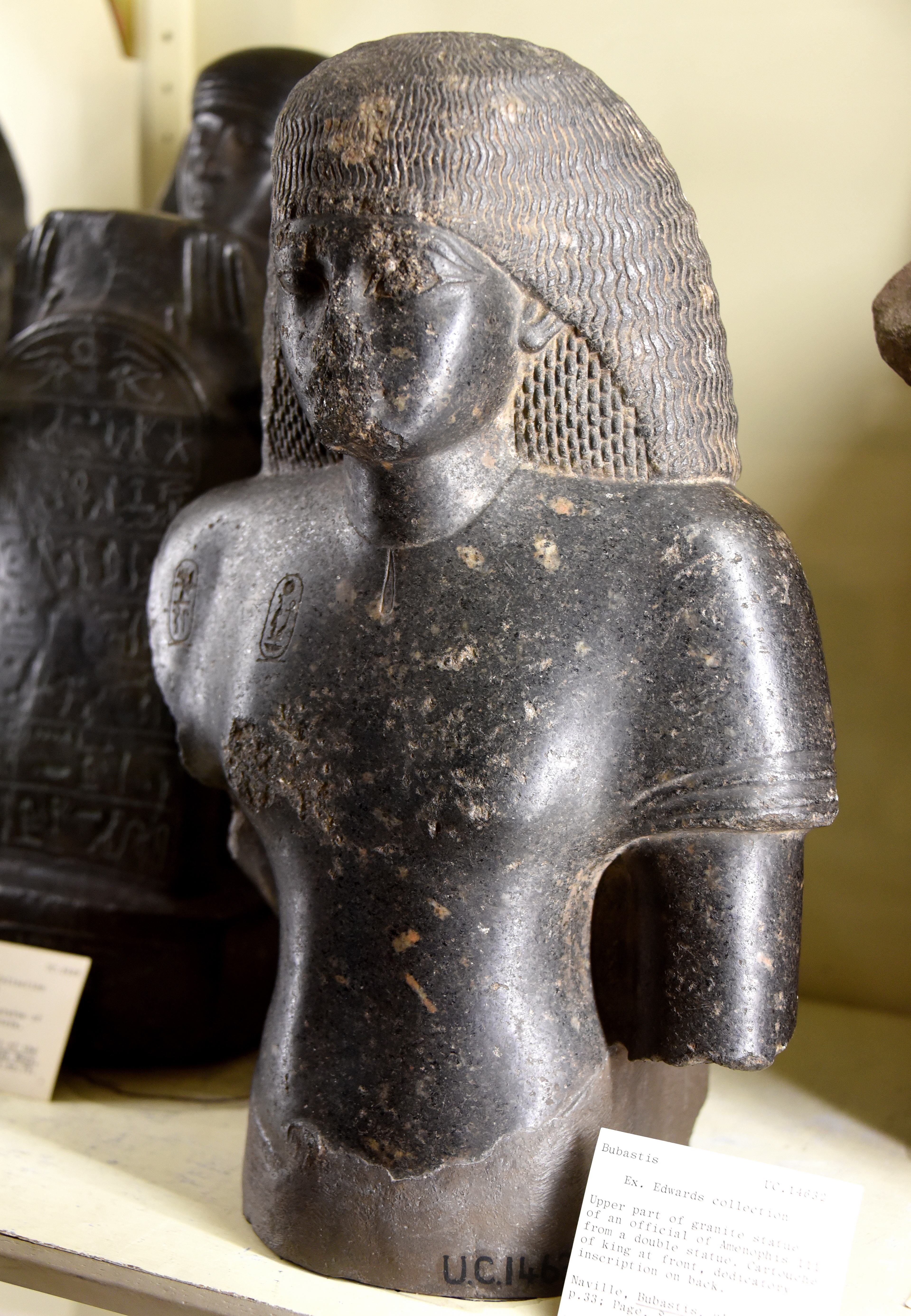
アメンホテプ3世の公式像の上半身、一組の彫像の一方。エジプト、ブバスティス（テル＝バスタ）より。アメリア・エドワーズ・コレクションより。ロンドンのエジプト考古学ピートリー博物館。

2008年以降、ドイツ＝エジプトの「テル＝バスタ・プロジェクト」が、ブバスティスでの発掘を指揮している。以前には、2004年3月に、よく保存されたカノプス勅令の写しがこの都市で発見された。